# Saison 2017 de l'ATP
Cet article traite de la saison 2017 de tennis masculin. Pour la saison féminine, voir Saison 2017 de la WTA.
Pour des articles plus généraux, voir 2017 en tennis et ATP World Tour.
Vainqueurs des tournois majeurs
Cet article rassemble les résultats des tournois de tennis masculin de la saison 2017. Celle-ci est constituée de 67 tournois individuels et 1 compétition par équipes répartis en plusieurs catégories :
- 63 organisés par l'ATP : 
  - les Masters 1000, au nombre de 9 ;
  - les ATP 500, au nombre de 13 :
  - les ATP 250, au nombre de 40 ;
  - les ATP Finals qui réunissent les huit meilleurs joueurs et paires au classement ATP Race en fin de saison ;
  - les Next Generation ATP Finals qui réunissent les huit meilleurs joueurs de moins de 21 ans au classement ATP Race en fin de saison ;
- 5 organisés par l'ITF :
  - les 4 tournois du Grand Chelem ;
  - la Coupe Davis (compétition par équipes).

La Hopman Cup est une compétition mixte (par équipes), elle est organisée par l'ITF.
Andy Murray, Juan Martín del Potro, Marin Čilić, Novak Djokovic, Rafael Nadal, Roger Federer et Stanislas Wawrinka sont les sept joueurs en activité qui ont remporté au moins un tournoi du Grand Chelem en simple.

## Nouveautés
- Le tournoi de Bucarest déménage à Budapest qui organise pour la première fois un tournoi masculin[1].
- Un nouveau tournoi est créé à Antalya et est joué sur gazon[2].
- Le tournoi de Nottingham déménage à Eastbourne qui redevient une épreuve combinée ATP et WTA.
- L'Open de Nice est déplacé à Lyon qui revient au calendrier après sa dernière édition en 2009.
- La Laver Cup fait son apparition et se tiendra du 22 au 24 septembre 2017. Elle ne rapporte aucun point ATP.
- Le Next Gen ATP Finals (ou Masters de tennis Espoirs) est créé sur le même modèle que le Masters de fin d'année[3]. Il concerne uniquement les joueurs âgés de 21 ans maximum et se déroule à Milan la semaine qui précède le Masters. Il ne rapporte aucun point ATP.

## Classements

### Évolution du top 10
| Rang | Évolution          | Nom    | Points |
| ---- | ------------------ | ------ | ------ |
| 1    | Andy Murray        | 12 410 |        |
| 2    | Novak Djokovic     | 11 780 |        |
| 3    | Milos Raonic       | 5 450  |        |
| 4    | Stanislas Wawrinka | 5 315  |        |
| 5    | Kei Nishikori      | 4 905  |        |
| 6    | Marin Čilić        | 3 650  |        |
| 7    | Gaël Monfils       | 3 625  |        |
| 8    | Dominic Thiem      | 3 415  |        |
| 9    | Rafael Nadal       | 3 300  |        |
| 10   | Tomáš Berdych      | 3 060  |        |

| Rang | Évolution             | Nom   | Points |
| ---- | --------------------- | ----- | ------ |
| 1    | Nicolas Mahut         | 8 550 |        |
| 2    | Pierre-Hugues Herbert | 7 935 |        |
| 3    | Bruno Soares          | 7 760 |        |
| 4    | Jamie Murray          | 7 675 |        |
| 5    | Bob Bryan             | 6 590 |        |
| 5    | Mike Bryan            | 6 590 |        |
| 7    | Henri Kontinen        | 5 590 |        |
| 8    | Marcelo Melo          | 5 460 |        |
| 9    | John Peers            | 5 450 |        |
| 10   | Marc López            | 4 775 |        |

| Rang | Évolution       | Nom                 | Points |
| ---- | --------------- | ------------------- | ------ |
| 1    | en augmentation | Rafael Nadal        | 10 645 |
| 2    | en augmentation | Roger Federer       | 9 605  |
| 3    | en augmentation | Grigor Dimitrov     | 5 150  |
| 4    | en augmentation | Alexander Zverev    | 4 610  |
| 5    | en augmentation | Dominic Thiem       | 4 015  |
| 6    | en stagnation   | Marin Čilić         | 3 805  |
| 7    | en augmentation | David Goffin        | 3 775  |
| 8    | en augmentation | Jack Sock           | 3 165  |
| 9    | en diminution   | Stanislas Wawrinka  | 3 150  |
| 10   | en augmentation | Pablo Carreño Busta | 2 615  |

| Rang | Évolution       | Nom               | Points |
| ---- | --------------- | ----------------- | ------ |
| 1    | en augmentation | Marcelo Melo      | 9 220  |
| 2    | en augmentation | Łukasz Kubot      | 9 220  |
| 3    | en augmentation | Henri Kontinen    | 8 540  |
| 4    | en augmentation | John Peers        | 8 540  |
| 5    | en augmentation | Ivan Dodig        | 5 550  |
| 6    | en diminution   | Nicolas Mahut     | 5 535  |
| 7    | en augmentation | Jean-Julien Rojer | 5 130  |
| 8    | en augmentation | Horia Tecău       | 5 070  |
| 9    | en diminution   | Jamie Murray      | 4 980  |
| 10   | en diminution   | Bruno Soares      | 4 980  |

### Statistiques du top 20
| Classement fin 2017 | Joueur                | Pays           | Points | Tournois joués | Classement fin 2016 | + élevé en 2017 | - élevé en 2017 | Évolution 2016-2017 |
| ------------------- | --------------------- | -------------- | ------ | -------------- | ------------------- | --------------- | --------------- | ------------------- |
| 1                   | Rafael Nadal          | Espagne        | 10 645 | 18             | 9                   | 1               | 9               | 8                   |
| 2                   | Roger Federer         | Suisse         | 9 605  | 12             | 16                  | 2               | 17              | 14                  |
| 3                   | Grigor Dimitrov       | Bulgarie       | 5 150  | 23             | 17                  | 3               | 17              | 14                  |
| 4                   | Alexander Zverev      | Allemagne      | 4 610  | 25             | 24                  | 3               | 24              | 20                  |
| 5                   | Dominic Thiem         | Autriche       | 4 015  | 27             | 8                   | 4               | 9               | 3                   |
| 6                   | Marin Čilić           | Croatie        | 3 805  | 21             | 6                   | 4               | 9               | =                   |
| 7                   | David Goffin          | Belgique       | 3 775  | 25             | 11                  | 7               | 14              | 4                   |
| 8                   | Jack Sock             | États-Unis     | 3 165  | 22             | 23                  | 8               | 23              | 15                  |
| 9                   | Stanislas Wawrinka    | Suisse         | 3 150  | 12             | 4                   | 3               | 9               | 5                   |
| 10                  | Pablo Carreño Busta   | Espagne        | 2 615  | 24             | 30                  | 10              | 31              | 20                  |
| 11                  | Juan Martín del Potro | Argentine      | 2 595  | 18             | 38                  | 11              | 42              | 27                  |
| 12                  | Novak Djokovic        | Serbie         | 2 585  | 10             | 2                   | 2               | 12              | 10                  |
| 13                  | Sam Querrey           | États-Unis     | 2 535  | 22             | 31                  | 13              | 40              | 18                  |
| 14                  | Kevin Anderson        | Afrique du Sud | 2 480  | 21             | 67                  | 14              | 80              | 53                  |
| 15                  | Jo-Wilfried Tsonga    | France         | 2 320  | 19             | 12                  | 7               | 18              | 3                   |
| 16                  | Andy Murray           | Royaume-Uni    | 2 290  | 11             | 1                   | 1               | 16              | 15                  |
| 17                  | John Isner            | États-Unis     | 2 265  | 23             | 19                  | 13              | 24              | 2                   |
| 18                  | Lucas Pouille         | France         | 2 235  | 23             | 15                  | 13              | 25              | 3                   |
| 19                  | Tomáš Berdych         | Tchéquie       | 2 095  | 18             | 10                  | 10              | 20              | 9                   |
| 20                  | Roberto Bautista-Agut | Espagne        | 2 015  | 24             | 14                  | 13              | 23              | 6                   |

### Gains en tournois
| #  | Joueur              | Pays       | Simple       | Double    | Total        |
| -- | ------------------- | ---------- | ------------ | --------- | ------------ |
| 1  | Rafael Nadal        | Espagne    | 15 851 340 $ | 12 660 $  | 15 864 000 $ |
| 2  | Roger Federer       | Suisse     | 13 054 856 $ | 0 $       | 13 054 856 $ |
| 3  | Grigor Dimitrov     | Bulgarie   | 6 575 244 $  | 33 266 $  | 6 608 510 $  |
| 4  | Alexander Zverev    | Allemagne  | 5 006 313 $  | 102 685 $ | 5 108 998 $  |
| 5  | Dominic Thiem       | Autriche   | 4 283 907 $  | 61 719 $  | 4 345 626 $  |
| 6  | Marin Čilić         | Croatie    | 4 004 923 $  | 58 815 $  | 4 063 738 $  |
| 7  | David Goffin        | Belgique   | 3 890 613 $  | 14 063 $  | 3 904 676 $  |
| 8  | Jack Sock           | États-Unis | 3 149 419 $  | 257 154 $ | 3 406 573 $  |
| 9  | Stanislas Wawrinka  | Suisse     | 3 083 829 $  | 16 683 $  | 3 100 512 $  |
| 10 | Pablo Carreño Busta | Espagne    | 2 843 305 $  | 166 054 $ | 3 009 359 $  |

## Palmarès
| Grand Chelem                |
| ATP Finals                  |
| ATP World Tour Masters 1000 |
| ATP World Tour 500          |
| ATP World Tour 250          |

### Simple
| No | Date       | Nom et lieu du tournoi                                                 | Catégorie       | Dotation       | Surface      | Vainqueur              | Finaliste             | Score                   | [ 8 ]   |
| -- | ---------- | ---------------------------------------------------------------------- | --------------- | -------------- | ------------ | ---------------------- | --------------------- | ----------------------- | ------- |
| 1  | 01/01/2017 | Brisbane International presented by Suncorp, Brisbane                  | ATP 250         | 437 380 $      | Dur (ext.)   | Grigor Dimitrov        | Kei Nishikori         | 6-2, 2-6, 6-3           | Tableau |
| 2  | 02/01/2017 | Aircel Chennai Open, Chennai                                           | ATP 250         | 447 480 $      | Dur (ext.)   | Roberto Bautista-Agut  | Daniil Medvedev       | 6-3, 6-4                | Tableau |
| 3  | 02/01/2017 | Qatar ExxonMobil Open, Doha                                            | ATP 250         | 1 237 190 $    | Dur (ext.)   | Novak Djokovic         | Andy Murray           | 6-3, 5-7, 6-4           | Tableau |
| 4  | 08/01/2017 | Apia International Sydney, Sydney                                      | ATP 250         | 437 380 $      | Dur (ext.)   | Gilles Müller          | Daniel Evans          | 7-65, 6-2               | Tableau |
| 5  | 09/01/2017 | ASB Classic, Auckland                                                  | ATP 250         | 450 110 $      | Dur (ext.)   | Jack Sock              | João Sousa            | 6-3, 5-7, 6-3           | Tableau |
| 6  | 16/01/2017 | Australian Open, Melbourne                                             | G. Chelem       | 22 624 000 AU$ | Dur (ext.)   | Roger Federer          | Rafael Nadal          | 6-4, 3-6, 6-1, 3-6, 6-3 | Tableau |
| 7  | 06/02/2017 | Open Sud de France, Montpellier                                        | ATP 250         | 482 060 €      | Dur (int.)   | Alexander Zverev       | Richard Gasquet       | 7-64, 6-3               | Tableau |
| 8  | 06/02/2017 | Ecuador Open, Quito                                                    | ATP 250         | 482 060 $      | Terre (ext.) | Víctor Estrella Burgos | Paolo Lorenzi         | 62-7, 7-5, 7-66         | Tableau |
| 9  | 06/02/2017 | Garanti Koza Sofia Open, Sofia                                         | ATP 250         | 482 060 €      | Dur (int.)   | Grigor Dimitrov        | David Goffin          | 7-5, 6-4                | Tableau |
| 10 | 13/02/2017 | ABN AMRO World Tennis Tournament, Rotterdam                            | ATP 500         | 1 724 930 €    | Dur (int.)   | Jo-Wilfried Tsonga     | David Goffin          | 4-6, 6-4, 6-1           | Tableau |
| 11 | 13/02/2017 | Argentina Open, Buenos Aires                                           | ATP 250         | 546 680 $      | Terre (ext.) | Alexandr Dolgopolov    | Kei Nishikori         | 7-64, 6-4               | Tableau |
| 12 | 13/02/2017 | Memphis Open, Memphis                                                  | ATP 250         | 642 750 $      | Dur (int.)   | Ryan Harrison          | Nikoloz Basilashvili  | 6-1, 6-4                | Tableau |
| 13 | 20/02/2017 | Rio Open presented by Claro, Rio de Janeiro                            | ATP 500         | 1 461 560 $    | Terre (ext.) | Dominic Thiem          | Pablo Carreño-Busta   | 7-5, 6-4                | Tableau |
| 14 | 20/02/2017 | Delray Beach Open, Delray Beach                                        | ATP 250         | 534 625 $      | Dur (ext.)   | Jack Sock              | Milos Raonic          | Forfait                 | Tableau |
| 15 | 20/02/2017 | Open 13 Provence, Marseille                                            | ATP 250         | 620 660 €      | Dur (int.)   | Jo-Wilfried Tsonga     | Lucas Pouille         | 6-4, 6-4                | Tableau |
| 16 | 27/02/2017 | Abierto Mexicano Telcel, Acapulco                                      | ATP 500         | 1 491 310 $    | Dur (ext.)   | Sam Querrey            | Rafael Nadal          | 6-3, 7-63               | Tableau |
| 17 | 27/02/2017 | Dubai Duty Free Tennis Championships, Dubaï                            | ATP 500         | 2 429 150 $    | Dur (ext.)   | Andy Murray            | Fernando Verdasco     | 6-3, 6-2                | Tableau |
| 18 | 27/02/2017 | Brasil Open, São Paulo                                                 | ATP 250         | 455 565 $      | Terre (ext.) | Pablo Cuevas           | Albert Ramos-Viñolas  | 63-7, 6-4, 6-4          | Tableau |
| 19 | 09/03/2017 | BNP Paribas Open, Indian Wells                                         | Masters 1000    | 6 993 450 $    | Dur (ext.)   | Roger Federer          | Stanislas Wawrinka    | 6-4, 7-5                | Tableau |
| 20 | 22/03/2017 | Miami Open presented by Itaú, Miami                                    | Masters 1000    | 6 993 450 $    | Dur (ext.)   | Roger Federer          | Rafael Nadal          | 6-3, 6-4                | Tableau |
| 21 | 10/04/2017 | F. Sarofim & Co. US Men's Clay Court Championship, Houston             | ATP 250         | 535 625 $      | Terre (ext.) | Steve Johnson          | Thomaz Bellucci       | 6-4, 4-6, 7-65          | Tableau |
| 22 | 10/04/2017 | Grand Prix Hassan II, Marrakech                                        | ATP 250         | 482 060 €      | Terre (ext.) | Borna Ćorić            | Philipp Kohlschreiber | 5-7, 7-63, 7-5          | Tableau |
| 23 | 16/04/2017 | Monte-Carlo Rolex Masters, Monte-Carlo                                 | Masters 1000    | 4 273 775 €    | Terre (ext.) | Rafael Nadal           | Albert Ramos-Viñolas  | 6-1, 6-3                | Tableau |
| 24 | 24/04/2017 | Barcelona Open Banc Sabadell, Barcelone                                | ATP 500         | 2 324 905 €    | Terre (ext.) | Rafael Nadal           | Dominic Thiem         | 6-4, 6-1                | Tableau |
| 25 | 24/04/2017 | Gazprom Hungarian Open, Budapest                                       | ATP 250         | 482 060 €      | Terre (ext.) | Lucas Pouille          | Aljaž Bedene          | 6-3, 6-1                | Tableau |
| 26 | 01/05/2017 | Millennium Estoril Open, Estoril                                       | ATP 250         | 482 060 €      | Terre (ext.) | Pablo Carreño-Busta    | Gilles Müller         | 6-2, 7-65               | Tableau |
| 27 | 01/05/2017 | TEB BNP Paribas Istanbul Open, Istanbul                                | ATP 250         | 439 005 €      | Terre (ext.) | Marin Čilić            | Milos Raonic          | 7-63, 6-3               | Tableau |
| 28 | 01/05/2017 | BMW Open by FWU, Munich                                                | ATP 250         | 482 060 €      | Terre (ext.) | Alexander Zverev       | Guido Pella           | 6-4, 6-3                | Tableau |
| 29 | 07/05/2017 | Mutua Madrid Open, Madrid                                              | Masters 1000    | 5 439 350 €    | Terre (ext.) | Rafael Nadal           | Dominic Thiem         | 7-68, 6-4               | Tableau |
| 30 | 14/05/2017 | Internazionali BNL d'Italia, Rome                                      | Masters 1000    | 4 273 775 €    | Terre (ext.) | Alexander Zverev       | Novak Djokovic        | 6-4, 6-3                | Tableau |
| 31 | 21/05/2017 | Banque Eric Sturdza Geneva Open, Genève                                | ATP 250         | 482 060 €      | Terre (ext.) | Stanislas Wawrinka     | Mischa Zverev         | 4-6, 6-3, 6-3           | Tableau |
| 32 | 21/05/2017 | Open Parc Auvergne-Rhône-Alpes, Lyon                                   | ATP 250         | 482 060 €      | Terre (ext.) | Jo-Wilfried Tsonga     | Tomáš Berdych         | 7-62, 7-5               | Tableau |
| 33 | 28/05/2017 | Roland-Garros, Paris                                                   | G. Chelem       | 16 790 000 €   | Terre (ext.) | Rafael Nadal           | Stanislas Wawrinka    | 6-2, 6-3, 6-1           | Tableau |
| 34 | 12/06/2017 | Ricoh Open, Bois-le-Duc                                                | ATP 250         | 589 185 €      | Gazon (ext.) | Gilles Müller          | Ivo Karlović          | 7-65, 7-64              | Tableau |
| 35 | 12/06/2017 | MercedesCup, Stuttgart                                                 | ATP 250         | 630 785 €      | Gazon (ext.) | Lucas Pouille          | Feliciano López       | 4-6, 7-65, 6-4          | Tableau |
| 36 | 19/06/2017 | Gerry Weber Open, Halle (Westf.)                                       | ATP 500         | 1 836 660 €    | Gazon (ext.) | Roger Federer          | Alexander Zverev      | 6-1, 6-3                | Tableau |
| 37 | 19/06/2017 | Aegon Championships, Londres                                           | ATP 500         | 1 836 660 €    | Gazon (ext.) | Feliciano López        | Marin Čilić           | 4-6, 7-62, 7-68         | Tableau |
| 38 | 25/06/2017 | Antalya Open, Antalya                                                  | ATP 250         | 439 005 €      | Gazon (ext.) | Yuichi Sugita          | Adrian Mannarino      | 6-1, 7-64               | Tableau |
| 39 | 26/06/2017 | Aegon International, Eastbourne                                        | ATP 250         | 635 660 €      | Gazon (ext.) | Novak Djokovic         | Gaël Monfils          | 6-3, 6-4                | Tableau |
| 40 | 03/07/2017 | The Championships, Wimbledon                                           | G. Chelem       | 14 840 000 £   | Gazon (ext.) | Roger Federer          | Marin Čilić           | 6-3, 6-1, 6-4           | Tableau |
| 41 | 17/07/2017 | SkiStar Swedish Open, Båstad                                           | ATP 250         | 482 060 €      | Terre (ext.) | David Ferrer           | Alexandr Dolgopolov   | 6-4, 6-4                | Tableau |
| 42 | 17/07/2017 | Dell Technologies Hall of Fame Open, Newport                           | ATP 250         | 535 625 $      | Gazon (ext.) | John Isner             | Matthew Ebden         | 6-3, 7-64               | Tableau |
| 43 | 17/07/2017 | Plava Laguna Croatia Open, Umag                                        | ATP 250         | 482 060 €      | Terre (ext.) | Andrey Rublev          | Paolo Lorenzi         | 6-4, 6-2                | Tableau |
| 44 | 24/07/2017 | German Tennis Championships, Hambourg                                  | ATP 500         | 1 499 940 €    | Terre (ext.) | Leonardo Mayer         | Florian Mayer         | 6-4, 4-6, 6-3           | Tableau |
| 45 | 24/07/2017 | BB&T Atlanta Open, Atlanta                                             | ATP 250         | 642 750 $      | Dur (ext.)   | John Isner             | Ryan Harrison         | 7-66, 7-67              | Tableau |
| 46 | 24/07/2017 | J. Safra Sarasin Swiss Open, Gstaad                                    | ATP 250         | 482 060 €      | Terre (ext.) | Fabio Fognini          | Yannick Hanfmann      | 6-4, 7-5                | Tableau |
| 47 | 31/07/2017 | Citi Open, Washington D.C.                                             | ATP 500         | 1 750 080 $    | Dur (ext.)   | Alexander Zverev       | Kevin Anderson        | 6-4, 6-4                | Tableau |
| 48 | 31/07/2017 | Generali Open, Kitzbühel                                               | ATP 250         | 482 060 €      | Terre (ext.) | Philipp Kohlschreiber  | João Sousa            | 6-3, 6-4                | Tableau |
| 49 | 31/07/2017 | Abierto Mexicano de Tenis Mifel presentado por Cinemex, Cabo San Lucas | ATP 250         | 637 395 $      | Dur (ext.)   | Sam Querrey            | Thanasi Kokkinakis    | 6-3, 3-6, 6-2           | Tableau |
| 50 | 07/08/2017 | Coupe Rogers présentée par Banque Nationale, Montréal                  | Masters 1000    | 4 662 300 $    | Dur (ext.)   | Alexander Zverev       | Roger Federer         | 6-3, 6-4                | Tableau |
| 51 | 13/08/2017 | Western & Southern Open, Cincinnati                                    | Masters 1000    | 4 973 120 $    | Dur (ext.)   | Grigor Dimitrov        | Nick Kyrgios          | 6-3, 7-5                | Tableau |
| 52 | 20/08/2017 | Winston-Salem Open, Winston-Salem                                      | ATP 250         | 664 825 $      | Dur (ext.)   | Roberto Bautista-Agut  | Damir Džumhur         | 6-4, 6-4                | Tableau |
| 53 | 28/08/2017 | US Open, Flushing Meadows                                              | G. Chelem       | 24 193 400 $   | Dur (ext.)   | Rafael Nadal           | Kevin Anderson        | 6-3, 6-3, 6-4           | Tableau |
| 54 | 18/09/2017 | Moselle Open, Metz                                                     | ATP 250         | 482 060 €      | Dur (int.)   | Peter Gojowczyk        | Benoît Paire          | 7-5, 6-2                | Tableau |
| 55 | 18/09/2017 | St. Petersburg Open, Saint-Pétersbourg                                 | ATP 250         | 1 000 000 $    | Dur (int.)   | Damir Džumhur          | Fabio Fognini         | 3-6, 6-4, 6-2           | Tableau |
| 56 | 25/09/2017 | Chengdu Open, Chengdu                                                  | ATP 250         | 1 028 885 $    | Dur (ext.)   | Denis Istomin          | Márcos Baghdatís      | 3-2 ab.                 | Tableau |
| 57 | 25/09/2017 | Shenzhen Open, Shenzhen                                                | ATP 250         | 666 960 $      | Dur (ext.)   | David Goffin           | Alexandr Dolgopolov   | 6-4, 65-7, 6-3          | Tableau |
| 58 | 02/10/2017 | China Open, Pékin                                                      | ATP 500         | 3 028 080 $    | Dur (ext.)   | Rafael Nadal           | Nick Kyrgios          | 6-2, 6-1                | Tableau |
| 59 | 02/10/2017 | Rakuten Japan Open Tennis Championships, Tokyo                         | ATP 500         | 1 563 795 $    | Dur (ext.)   | David Goffin           | Adrian Mannarino      | 6-3, 7-5                | Tableau |
| 60 | 08/10/2017 | Shanghai Rolex Masters, Shanghai                                       | Masters 1000    | 5 924 890 $    | Dur (ext.)   | Roger Federer          | Rafael Nadal          | 6-4, 6-3                | Tableau |
| 61 | 16/10/2017 | European Open, Anvers                                                  | ATP 250         | 589 185 €      | Dur (int.)   | Jo-Wilfried Tsonga     | Diego Schwartzman     | 6-3, 7-5                | Tableau |
| 62 | 16/10/2017 | VTB Kremlin Cup, Moscou                                                | ATP 250         | 745 940 $      | Dur (int.)   | Damir Džumhur          | Ričardas Berankis     | 6-2, 1-6, 6-4           | Tableau |
| 63 | 16/10/2017 | Intrum Stockholm Open, Stockholm                                       | ATP 250         | 589 185 €      | Dur (int.)   | Juan Martín del Potro  | Grigor Dimitrov       | 6-4, 6-2                | Tableau |
| 64 | 23/10/2017 | Swiss Indoors Basel, Bâle                                              | ATP 500         | 1 837 425 €    | Dur (int.)   | Roger Federer          | Juan Martín del Potro | 65-7, 6-4, 6-3          | Tableau |
| 65 | 23/10/2017 | Erste Bank Open 500, Vienne                                            | ATP 500         | 2 035 415 €    | Dur (int.)   | Lucas Pouille          | Jo-Wilfried Tsonga    | 6-1, 6-4                | Tableau |
| 66 | 30/10/2017 | Rolex Paris Masters, Paris                                             | Masters 1000    | 4 273 775 €    | Dur (int.)   | Jack Sock              | Filip Krajinović      | 5-7, 6-4, 6-1           | Tableau |
| 67 | 07/11/2017 | Next Gen ATP Finals, Milan                                             | Next Gen Finals | 1 275 000 $    | Dur (int.)   | Chung Hyeon            | Andrey Rublev         | 35-4, 4-32, 4-2, 4-2    | Tableau |
| 68 | 12/11/2017 | Nitto ATP Finals, Londres                                              | Masters         | 8 000 000 $    | Dur (int.)   | Grigor Dimitrov        | David Goffin          | 7-5, 4-6, 6-3           | Tableau |

### Double
| No | Date       | Nom et lieu du tournoi                                                | Catégorie    | Dotation       | Surface      | Vainqueurs                              | Finalistes                                | Score                      | [ 8 ]   |
| -- | ---------- | --------------------------------------------------------------------- | ------------ | -------------- | ------------ | --------------------------------------- | ----------------------------------------- | -------------------------- | ------- |
| 1  | 01/01/2017 | Brisbane International presented by Suncorp Brisbane                  | ATP 250      | 437 380 $      | Dur (ext.)   | Thanasi Kokkinakis Jordan Thompson      | Gilles Müller Sam Querrey                 | 7-67, 6-4                  | Tableau |
| 2  | 02/01/2017 | Aircel Chennai Open Chennai                                           | ATP 250      | 447 480 $      | Dur (ext.)   | Rohan Bopanna Jeevan Nedunchezhiyan     | Purav Raja Divij Sharan                   | 6-3, 6-4                   | Tableau |
| 3  | 02/01/2017 | Qatar ExxonMobil Open Doha                                            | ATP 250      | 1 237 190 $    | Dur (ext.)   | Jérémy Chardy Fabrice Martin            | Vasek Pospisil Radek Štěpánek             | 6-4, 7-63                  | Tableau |
| 4  | 08/01/2017 | Apia International Sydney Sydney                                      | ATP 250      | 437 380 $      | Dur (ext.)   | Wesley Koolhof Matwé Middelkoop         | Jamie Murray Bruno Soares                 | 6-3, 7-5                   | Tableau |
| 5  | 09/01/2017 | ASB Classic Auckland                                                  | ATP 250      | 450 110 $      | Dur (ext.)   | Marcin Matkowski Aisam-Ul-Haq Qureshi   | Jonathan Erlich Scott Lipsky              | 1-6, 6-2, [10-3]           | Tableau |
| 6  | 16/01/2017 | Australian Open Melbourne                                             | G. Chelem    | 22 624 000 AU$ | Dur (ext.)   | Henri Kontinen John Peers               | Bob Bryan Mike Bryan                      | 7-5, 7-5                   | Tableau |
| 7  | 06/02/2017 | Open Sud de France Montpellier                                        | ATP 250      | 482 060 €      | Dur (int.)   | Alexander Zverev Mischa Zverev          | Fabrice Martin Daniel Nestor              | 6-4, 63-7, [10-7]          | Tableau |
| 8  | 06/02/2017 | Ecuador Open Quito                                                    | ATP 250      | 482 060 $      | Terre (ext.) | James Cerretani Philipp Oswald          | Julio Peralta Horacio Zeballos            | 6-3, 2-1 ab.               | Tableau |
| 9  | 06/02/2017 | Garanti Koza Sofia Open Sofia                                         | ATP 250      | 482 060 €      | Dur (int.)   | Viktor Troicki Nenad Zimonjić           | Mikhail Elgin Andrey Kuznetsov            | 6-4, 6-4                   | Tableau |
| 10 | 13/02/2017 | ABN AMRO World Tennis Tournament Rotterdam                            | ATP 500      | 1 724 930 €    | Dur (int.)   | Ivan Dodig Marcel Granollers            | Wesley Koolhof Matwé Middelkoop           | 7-65, 6-3                  | Tableau |
| 11 | 13/02/2017 | Argentina Open Buenos Aires                                           | ATP 250      | 546 680 $      | Terre (ext.) | Juan Sebastián Cabal Robert Farah       | Santiago González David Marrero           | 6-1, 6-4                   | Tableau |
| 12 | 13/02/2017 | Memphis Open Memphis                                                  | ATP 250      | 642 750 $      | Dur (int.)   | Brian Baker Nikola Mektić               | Ryan Harrison Steve Johnson               | 6-3, 6-4                   | Tableau |
| 13 | 20/02/2017 | Rio Open presented by Claro Rio de Janeiro                            | ATP 500      | 1 461 560 $    | Terre (ext.) | Pablo Carreño-Busta Pablo Cuevas        | Juan Sebastián Cabal Robert Farah         | 6-4, 5-7, [10-8]           | Tableau |
| 14 | 20/02/2017 | Delray Beach Open Delray Beach                                        | ATP 250      | 534 625 $      | Dur (ext.)   | Raven Klaasen Rajeev Ram                | Treat Conrad Huey Max Mirnyi              | 7-5, 7-5                   | Tableau |
| 15 | 20/02/2017 | Open 13 Provence Marseille                                            | ATP 250      | 620 660 €      | Dur (int.)   | Julien Benneteau Nicolas Mahut          | Robin Haase Dominic Inglot                | 6-4, 69-7, [10-5]          | Tableau |
| 16 | 27/02/2017 | Abierto Mexicano Telcel Acapulco                                      | ATP 500      | 1 491 310 $    | Dur (ext.)   | Jamie Murray Bruno Soares               | John Isner Feliciano López                | 6-3, 6-3                   | Tableau |
| 17 | 27/02/2017 | Dubai Duty Free Tennis Championships Dubaï                            | ATP 500      | 2 429 150 $    | Dur (ext.)   | Jean-Julien Rojer Horia Tecău           | Rohan Bopanna Marcin Matkowski            | 4-6, 6-3, [10-3]           | Tableau |
| 18 | 27/02/2017 | Brasil Open São Paulo                                                 | ATP 250      | 455 565 $      | Terre (ext.) | Rogério Dutra Silva André Sá            | Marcus Daniell Marcelo Demoliner          | 7-65, 5-7, [10-7]          | Tableau |
| 19 | 09/03/2017 | BNP Paribas Open Indian Wells                                         | Masters 1000 | 6 993 450 $    | Dur (ext.)   | Raven Klaasen Rajeev Ram                | Łukasz Kubot Marcelo Melo                 | 61-7, 6-4, [10-8]          | Tableau |
| 20 | 22/03/2017 | Miami Open presented by Itaú Miami                                    | Masters 1000 | 6 993 450 $    | Dur (ext.)   | Łukasz Kubot Marcelo Melo               | Nicholas Monroe Jack Sock                 | 7-5, 6-3                   | Tableau |
| 21 | 10/04/2017 | F. Sarofim & Co. US Men's Clay Court Championship Houston             | ATP 250      | 535 625 $      | Terre (ext.) | Julio Peralta Horacio Zeballos          | Dustin Brown Frances Tiafoe               | 4-6, 7-5, [10-6]           | Tableau |
| 22 | 10/04/2017 | Grand Prix Hassan II Marrakech                                        | ATP 250      | 482 060 €      | Terre (ext.) | Dominic Inglot Mate Pavić               | Marcel Granollers Marc López              | 6-4, 2-6, [11-9]           | Tableau |
| 23 | 16/04/2017 | Monte-Carlo Rolex Masters Monte-Carlo                                 | Masters 1000 | 4 273 775 €    | Terre (ext.) | Rohan Bopanna Pablo Cuevas              | Feliciano López Marc López                | 6-3, 3-6, [10-4]           | Tableau |
| 24 | 24/04/2017 | Barcelona Open Banc Sabadell Barcelone                                | ATP 500      | 2 324 905 €    | Terre (ext.) | Florin Mergea Aisam-Ul-Haq Qureshi      | Philipp Petzschner Alexander Peya         | 6-4, 6-3                   | Tableau |
| 25 | 24/04/2017 | Gazprom Hungarian Open Budapest                                       | ATP 250      | 482 060 €      | Terre (ext.) | Brian Baker Nikola Mektić               | Juan Sebastián Cabal Robert Farah         | 7-62, 6-4                  | Tableau |
| 26 | 01/05/2017 | Millennium Estoril Open Estoril                                       | ATP 250      | 482 060 €      | Terre (ext.) | Ryan Harrison Michael Venus             | David Marrero Tommy Robredo               | 7-5, 6-2                   | Tableau |
| 27 | 01/05/2017 | TEB BNP Paribas Istanbul Open Istanbul                                | ATP 250      | 439 005 €      | Terre (ext.) | Roman Jebavý Jiří Veselý                | Tuna Altuna Alessandro Motti              | 6-0, 6-0                   | Tableau |
| 28 | 01/05/2017 | BMW Open by FWU Munich                                                | ATP 250      | 482 060 €      | Terre (ext.) | Juan Sebastián Cabal Robert Farah       | Jérémy Chardy Fabrice Martin              | 6-3, 6-3                   | Tableau |
| 29 | 07/05/2017 | Mutua Madrid Open Madrid                                              | Masters 1000 | 5 439 350 €    | Terre (ext.) | Łukasz Kubot Marcelo Melo               | Nicolas Mahut Édouard Roger-Vasselin      | 7-5, 6-3                   | Tableau |
| 30 | 14/05/2017 | Internazionali BNL d'Italia Rome                                      | Masters 1000 | 4 273 775 €    | Terre (ext.) | Pierre-Hugues Herbert Nicolas Mahut     | Ivan Dodig Marcel Granollers              | 4-6, 6-4, [10-3]           | Tableau |
| 31 | 21/05/2017 | Banque Eric Sturdza Geneva Open Genève                                | ATP 250      | 482 060 €      | Terre (ext.) | Jean-Julien Rojer Horia Tecău           | Juan Sebastián Cabal Robert Farah         | 2-6, 7-69, [10-6]          | Tableau |
| 32 | 21/05/2017 | Open Parc Auvergne-Rhône-Alpes Lyon                                   | ATP 250      | 482 060 €      | Terre (ext.) | Andrés Molteni Adil Shamasdin           | Marcus Daniell Marcelo Demoliner          | 6-3, 3-6, [10-5]           | Tableau |
| 33 | 28/05/2017 | Roland-Garros Paris                                                   | G. Chelem    | 16 790 000 €   | Terre (ext.) | Ryan Harrison Michael Venus             | Santiago González Donald Young            | 7-65, 64-7, 6-3            | Tableau |
| 34 | 12/06/2017 | Ricoh Open Bois-le-Duc                                                | ATP 250      | 589 185 €      | Gazon (ext.) | Łukasz Kubot Marcelo Melo               | Raven Klaasen Rajeev Ram                  | 6-3, 6-4                   | Tableau |
| 35 | 12/06/2017 | MercedesCup Stuttgart                                                 | ATP 250      | 630 785 €      | Gazon (ext.) | Jamie Murray Bruno Soares               | Oliver Marach Mate Pavić                  | 64-7, 7-5, [10-5]          | Tableau |
| 36 | 19/06/2017 | Gerry Weber Open Halle (Westf.)                                       | ATP 500      | 1 836 660 €    | Gazon (ext.) | Łukasz Kubot Marcelo Melo               | Alexander Zverev Mischa Zverev            | 5-7, 6-3, [10-8]           | Tableau |
| 37 | 19/06/2017 | Aegon Championships Londres                                           | ATP 500      | 1 836 660 €    | Gazon (ext.) | Jamie Murray Bruno Soares               | Julien Benneteau Édouard Roger-Vasselin   | 6-2, 6-3                   | Tableau |
| 38 | 25/06/2017 | Antalya Open Antalya                                                  | ATP 250      | 439 005 €      | Gazon (ext.) | Robert Lindstedt Aisam-Ul-Haq Qureshi   | Oliver Marach Mate Pavić                  | 7-5, 4-1 ab.               | Tableau |
| 39 | 26/06/2017 | Aegon International Eastbourne                                        | ATP 250      | 635 660 €      | Gazon (ext.) | Bob Bryan Mike Bryan                    | Rohan Bopanna André Sá                    | 64-7, 6-4, [10-3]          | Tableau |
| 40 | 03/07/2017 | The Championships Wimbledon                                           | G. Chelem    | 14 840 000 £   | Gazon (ext.) | Łukasz Kubot Marcelo Melo               | Oliver Marach Mate Pavić                  | 5-7, 7-5, 7-62, 3-6, 13-11 | Tableau |
| 41 | 17/07/2017 | SkiStar Swedish Open Båstad                                           | ATP 250      | 482 060 €      | Terre (ext.) | Julian Knowle Philipp Petzschner        | Sander Arends Matwé Middelkoop            | 6-2, 3-6, [10-7]           | Tableau |
| 42 | 17/07/2017 | Dell Technologies Hall of Fame Open Newport                           | ATP 250      | 535 625 $      | Gazon (ext.) | Aisam-Ul-Haq Qureshi Rajeev Ram         | Matt Reid John-Patrick Smith              | 6-4, 4-6, [10-7]           | Tableau |
| 43 | 17/07/2017 | Plava Laguna Croatia Open Umag                                        | ATP 250      | 482 060 €      | Terre (ext.) | Guillermo Durán Andrés Molteni          | Marin Draganja Tomislav Draganja          | 6-3, 64-7, [10-6]          | Tableau |
| 44 | 24/07/2017 | German Tennis Championships Hambourg                                  | ATP 500      | 1 499 940 €    | Terre (ext.) | Ivan Dodig Mate Pavić                   | Pablo Cuevas Marc López                   | 6-3, 6-4                   | Tableau |
| 45 | 24/07/2017 | BB&T Atlanta Open Atlanta                                             | ATP 250      | 642 750 $      | Dur (ext.)   | Bob Bryan Mike Bryan                    | Wesley Koolhof Artem Sitak                | 6-3, 6-4                   | Tableau |
| 46 | 24/07/2017 | J. Safra Sarasin Swiss Open Gstaad                                    | ATP 250      | 482 060 €      | Terre (ext.) | Oliver Marach Philipp Oswald            | Jonathan Eysseric Franko Škugor           | 6-3, 4-6, [10-8]           | Tableau |
| 47 | 31/07/2017 | Citi Open Washington D.C.                                             | ATP 500      | 1 750 080 $    | Dur (ext.)   | Henri Kontinen John Peers               | Łukasz Kubot Marcelo Melo                 | 7-65, 6-4                  | Tableau |
| 48 | 31/07/2017 | Generali Open Kitzbühel                                               | ATP 250      | 482 060 €      | Terre (ext.) | Pablo Cuevas Guillermo Durán            | Hans Podlipnik-Castillo Andrei Vasilevski | 6-4, 4-6, [12-10]          | Tableau |
| 49 | 31/07/2017 | Abierto Mexicano de Tenis Mifel presentado por Cinemex Cabo San Lucas | ATP 250      | 637 395 $      | Dur (ext.)   | Juan Sebastián Cabal Treat Conrad Huey  | Sergio Galdós Roberto Maytín              | 6-2, 6-3                   | Tableau |
| 50 | 07/08/2017 | Coupe Rogers présentée par Banque Nationale Montréal                  | Masters 1000 | 4 662 300 $    | Dur (ext.)   | Pierre-Hugues Herbert Nicolas Mahut     | Rohan Bopanna Ivan Dodig                  | 6-4, 3-6, [10-6]           | Tableau |
| 51 | 13/08/2017 | Western & Southern Open Cincinnati                                    | Masters 1000 | 4 973 120 $    | Dur (ext.)   | Pierre-Hugues Herbert Nicolas Mahut     | Jamie Murray Bruno Soares                 | 7-66, 6-4                  | Tableau |
| 52 | 20/08/2017 | Winston-Salem Open Winston-Salem                                      | ATP 250      | 664 825 $      | Dur (ext.)   | Jean-Julien Rojer Horia Tecău           | Julio Peralta Horacio Zeballos            | 6-3, 6-4                   | Tableau |
| 53 | 28/08/2017 | US Open Flushing Meadows                                              | G. Chelem    | 24 193 400 $   | Dur (ext.)   | Jean-Julien Rojer Horia Tecău           | Feliciano López Marc López                | 6-4, 6-3                   | Tableau |
| 54 | 18/09/2017 | Moselle Open Metz                                                     | ATP 250      | 482 060 €      | Dur (int.)   | Julien Benneteau Édouard Roger-Vasselin | Wesley Koolhof Artem Sitak                | 7-5, 6-3                   | Tableau |
| 55 | 18/09/2017 | St. Petersburg Open Saint-Pétersbourg                                 | ATP 250      | 1 000 000 $    | Dur (int.)   | Roman Jebavý Matwé Middelkoop           | Julio Peralta Horacio Zeballos            | 6-4, 6-4                   | Tableau |
| 56 | 25/09/2017 | Chengdu Open Chengdu                                                  | ATP 250      | 1 028 885 $    | Dur (ext.)   | Jonathan Erlich Aisam-Ul-Haq Qureshi    | Marcus Daniell Marcelo Demoliner          | 6-3, 7-63                  | Tableau |
| 57 | 25/09/2017 | Shenzhen Open Shenzhen                                                | ATP 250      | 666 960 $      | Dur (ext.)   | Alexander Peya Rajeev Ram               | Nikola Mektić Nicholas Monroe             | 6-3, 6-2                   | Tableau |
| 58 | 02/10/2017 | China Open Pékin                                                      | ATP 500      | 3 028 080 $    | Dur (ext.)   | Henri Kontinen John Peers               | John Isner Jack Sock                      | 6-3, 3-6, [10-7]           | Tableau |
| 59 | 02/10/2017 | Rakuten Japan Open Tennis Championships Tokyo                         | ATP 500      | 1 563 795 $    | Dur (ext.)   | Ben McLachlan Yasutaka Uchiyama         | Jamie Murray Bruno Soares                 | 6-4, 7-61                  | Tableau |
| 60 | 08/10/2017 | Shanghai Rolex Masters Shanghai                                       | Masters 1000 | 5 924 890 $    | Dur (ext.)   | Henri Kontinen John Peers               | Łukasz Kubot Marcelo Melo                 | 6-4, 6-2                   | Tableau |
| 61 | 16/10/2017 | European Open Anvers                                                  | ATP 250      | 589 185 €      | Dur (int.)   | Scott Lipsky Divij Sharan               | Santiago González Julio Peralta           | 6-4, 2-6, [10-5]           | Tableau |
| 62 | 16/10/2017 | VTB Kremlin Cup Moscou                                                | ATP 250      | 745 940 $      | Dur (int.)   | Max Mirnyi Philipp Oswald               | Damir Džumhur Antonio Šančić              | 6-3, 7-5                   | Tableau |
| 63 | 16/10/2017 | Intrum Stockholm Open Stockholm                                       | ATP 250      | 589 185 €      | Dur (int.)   | Oliver Marach Mate Pavić                | Aisam-Ul-Haq Qureshi Jean-Julien Rojer    | 3-6, 7-66, [10-4]          | Tableau |
| 64 | 23/10/2017 | Swiss Indoors Basel Bâle                                              | ATP 500      | 1 837 425 €    | Dur (int.)   | Ivan Dodig Marcel Granollers            | Fabrice Martin Édouard Roger-Vasselin     | 7-5, 7-66                  | Tableau |
| 65 | 23/10/2017 | Erste Bank Open 500 Vienne                                            | ATP 500      | 2 035 415 €    | Dur (int.)   | Rohan Bopanna Pablo Cuevas              | Marcelo Demoliner Sam Querrey             | 7-67, 64-7, [11-9]         | Tableau |
| 66 | 30/10/2017 | Rolex Paris Masters Paris                                             | Masters 1000 | 4 273 775 €    | Dur (int.)   | Łukasz Kubot Marcelo Melo               | Ivan Dodig Marcel Granollers              | 7-63, 3-6, [10-6]          | Tableau |
| 67 | 12/11/2017 | Nitto ATP Finals Londres                                              | Masters      | 8 000 000 $    | Dur (int.)   | Henri Kontinen John Peers               | Łukasz Kubot Marcelo Melo                 | 6-4, 6-2                   | Tableau |

### Double mixte
| No | Date       | Nom et lieu du tournoi      | Catégorie | Dotation    | Surface      | Vainqueurs                          | Finalistes                       | Score             |         |
| -- | ---------- | --------------------------- | --------- | ----------- | ------------ | ----------------------------------- | -------------------------------- | ----------------- | ------- |
| 1  | 16/01/2017 | Australian Open Melbourne   | G. Chelem | 520 000 AU$ | Dur (ext.)   | Abigail Spears Juan Sebastián Cabal | Sania Mirza Ivan Dodig           | 6-2, 6-4          | Tableau |
| 2  | 28/05/2017 | Roland-Garros Paris         | G. Chelem | 445 000 €   | Terre (ext.) | Gabriela Dabrowski Rohan Bopanna    | Anna-Lena Grönefeld Robert Farah | 2-6, 6-2, [12-10] | Tableau |
| 3  | 03/07/2017 | The Championships Wimbledon | G. Chelem | 392 000 £   | Gazon (ext.) | Martina Hingis Jamie Murray         | Heather Watson Henri Kontinen    | 6-4, 6-4          | Tableau |
| 4  | 28/08/2017 | US Open Flushing Meadows    | G. Chelem | 627 000 $   | Dur (ext.)   | Martina Hingis Jamie Murray         | Chan Hao-ching Michael Venus     | 6-1, 4-6, [10-8]  | Tableau |

### Compétitions par équipes
| | France | 3                          | -  | 2 | Belgique |   |  |
| --- | ------ | -------------------------- | -- | - | -------- | - |  |
| Stade Pierre-Mauroy, Villeneuve-d'Ascq, France |        |                            |    |   |          |   |  |
| du 24 au 26 novembre 2017 sur dur (int.) |        |                            |    |   |          |   |  |
| \| 1 \| \| Lucas Pouille \| 5 \| 3 \| 1 \| \| \| \| 1 \| \| David Goffin \| 7 \| 6 \| 6 \| \| \| \| 2 \| \| Jo-Wilfried Tsonga \| 6 \| 6 \| 6 \| \| \| \| 2 \| \| Steve Darcis \| 3 \| 2 \| 1 \| \| \| \| 3 \| \| R. Gasquet - P.-H. Herbert \| 6 \| 3 \| 7 \| 6 \| \| \| 3 \| \| R. Bemelmans - J. De Loore \| 1 \| 6 \| 62 \| 4 \| \| \| \| \| \| \| \| \| \| \| \| 4 \| \| Jo-Wilfried Tsonga \| 65 \| 3 \| 2 \| \| \| \| 4 \| \| David Goffin \| 7 \| 6 \| 6 \| \| \| \| \| \| \| \| \| \| \| \| \| 5 \| \| Lucas Pouille \| 6 \| 6 \| 6 \| \| \| \| 5 \| \| Steve Darcis \| 3 \| 1 \| 0 \| \| \| \| \| \| \| \| \| \| \| \| |        |                            |    |   |          |   |  |
| 1 |        | Lucas Pouille              | 5  | 3 | 1        |   |  |
| 1 |        | David Goffin               | 7  | 6 | 6        |   |  |
| 2 |        | Jo-Wilfried Tsonga         | 6  | 6 | 6        |   |  |
| 2 |        | Steve Darcis               | 3  | 2 | 1        |   |  |
| 3 |        | R. Gasquet - P.-H. Herbert | 6  | 3 | 7        | 6 |  |
| 3 |        | R. Bemelmans - J. De Loore | 1  | 6 | 62       | 4 |  |
| |        |                            |    |   |          |   |  |
| 4 |        | Jo-Wilfried Tsonga         | 65 | 3 | 2        |   |  |
| 4 |        | David Goffin               | 7  | 6 | 6        |   |  |
| |        |                            |    |   |          |   |  |
| 5 |        | Lucas Pouille              | 6  | 6 | 6        |   |  |
| 5 |        | Steve Darcis               | 3  | 1 | 0        |   |  |
| |        |                            |    |   |          |   |  |

| 1 |  | Lucas Pouille              | 5  | 3 | 1  |   |  |
| 1 |  | David Goffin               | 7  | 6 | 6  |   |  |
| 2 |  | Jo-Wilfried Tsonga         | 6  | 6 | 6  |   |  |
| 2 |  | Steve Darcis               | 3  | 2 | 1  |   |  |
| 3 |  | R. Gasquet - P.-H. Herbert | 6  | 3 | 7  | 6 |  |
| 3 |  | R. Bemelmans - J. De Loore | 1  | 6 | 62 | 4 |  |
|   |  |                            |    |   |    |   |  |
| 4 |  | Jo-Wilfried Tsonga         | 65 | 3 | 2  |   |  |
| 4 |  | David Goffin               | 7  | 6 | 6  |   |  |
|   |  |                            |    |   |    |   |  |
| 5 |  | Lucas Pouille              | 6  | 6 | 6  |   |  |
| 5 |  | Steve Darcis               | 3  | 1 | 0  |   |  |
|   |  |                            |    |   |    |   |  |

|  | Équipe 1 | Score | Équipe 2   |  |
|  | France   | 2 – 1 | États-Unis |  |

| Ordre des matchs | Joueurs                               | Points au premier set | Points au second set | Points au troisième set |
| ---------------- | ------------------------------------- | --------------------- | -------------------- | ----------------------- |
| 1                | Kristina Mladenovic                   | 4                     | 5                    |                         |
| 1                | Coco Vandeweghe                       | 6                     | 7                    |                         |
|                  |                                       |                       |                      |                         |
| 2                | Richard Gasquet                       | 6                     | 5                    | 7                       |
| 2                | Jack Sock                             | 3                     | 7                    | 6                       |
|                  |                                       |                       |                      |                         |
| 3                | Kristina Mladenovic - Richard Gasquet | 4                     | 4                    |                         |
| 3                | Coco Vandeweghe - Jack Sock           | 1                     | 30                   |                         |

## Informations statistiques
Ne comptant pas au palmarès officiel des joueurs, les Next Generation ATP Finals ne figurent pas dans cette section.
| Catégorie \ Surface         | Dur    | Terre | Gazon | Total  |
| Grand Chelem                | 2      | 1     | 1     | 4      |
| ATP Finals                  | 1(1)   | 0     | 0     | 1(1)   |
| ATP World Tour Masters 1000 | 6(1)   | 3     | 0     | 9(1)   |
| ATP World Tour 500          | 8(3)   | 3     | 2     | 13(3)  |
| ATP World Tour 250          | 20(9)  | 15    | 5     | 40(9)  |
| Total                       | 37(14) | 22    | 8     | 66(14) |

Entre parenthèses le nombre de tournois se déroulant en intérieur.

### En simple
| Joueur       | Période               | Semaines | Cumul |
| ------------ | --------------------- | -------- | ----- |
| Andy Murray  | 1er janvier - 20 août | 33       | 33    |
| Rafael Nadal | 21 août - 31 décembre | 19       | 19    |

| Joueur                 | Nombre | Titre(s)                                                               |
| ---------------------- | ------ | ---------------------------------------------------------------------- |
| Roger Federer          | 7      | Australian Open, Indian Wells, Miami, Halle, Wimbledon, Shanghai, Bâle |
| Rafael Nadal           | 6      | Monte-Carlo, Barcelone, Madrid, Roland-Garros, US Open, Pékin          |
| Alexander Zverev       | 5      | Montpellier, Munich, Rome, Washington, Montréal                        |
| Grigor Dimitrov        | 4      | Brisbane, Sofia, Cincinnati, Masters                                   |
| Jo-Wilfried Tsonga     | 4      | Rotterdam, Marseille, Lyon, Anvers                                     |
| Lucas Pouille          | 3      | Budapest, Stuttgart, Vienne                                            |
| Jack Sock              | 3      | Auckland, Delray Beach, Paris                                          |
| Roberto Bautista-Agut  | 2      | Chennai, Winston-Salem                                                 |
| Novak Djokovic         | 2      | Doha, Eastbourne                                                       |
| Damir Džumhur          | 2      | Saint-Pétersbourg, Moscou                                              |
| David Goffin           | 2      | Shenzhen, Tokyo                                                        |
| John Isner             | 2      | Newport, Atlanta                                                       |
| Gilles Müller          | 2      | Sydney, Bois-le-Duc                                                    |
| Sam Querrey            | 2      | Acapulco, Cabo San Lucas                                               |
| Pablo Carreño-Busta    | 1      | Estoril                                                                |
| Marin Čilić            | 1      | Istanbul                                                               |
| Borna Ćorić            | 1      | Marrakech                                                              |
| Pablo Cuevas           | 1      | São Paulo                                                              |
| Juan Martín del Potro  | 1      | Stockholm                                                              |
| Alexandr Dolgopolov    | 1      | Buenos Aires                                                           |
| Víctor Estrella Burgos | 1      | Quito                                                                  |
| David Ferrer           | 1      | Båstad                                                                 |
| Fabio Fognini          | 1      | Gstaad                                                                 |
| Peter Gojowczyk        | 1      | Metz                                                                   |
| Ryan Harrison          | 1      | Memphis                                                                |
| Denis Istomin          | 1      | Chengdu                                                                |
| Steve Johnson          | 1      | Houston                                                                |
| Philipp Kohlschreiber  | 1      | Kitzbühel                                                              |
| Feliciano López        | 1      | Queen's                                                                |
| Leonardo Mayer         | 1      | Hambourg                                                               |
| Andy Murray            | 1      | Dubaï                                                                  |
| Andrey Rublev          | 1      | Umag                                                                   |
| Yuichi Sugita          | 1      | Antalya                                                                |
| Dominic Thiem          | 1      | Rio de Janeiro                                                         |
| Stanislas Wawrinka     | 1      | Genève                                                                 |

| Joueur          | Début de carrière | Premier titre     |
| --------------- | ----------------- | ----------------- |
| Borna Ćorić     | 2012              | Marrakech         |
| Damir Džumhur   | 2011              | Saint-Pétersbourg |
| Peter Gojowczyk | 2006              | Metz              |
| Ryan Harrison   | 2007              | Memphis           |
| Gilles Müller   | 2000              | Sydney            |
| Andrey Rublev   | 2014              | Umag              |
| Yuichi Sugita   | 2006              | Antalya           |

| Pays                   | Total | Nombre par surface | Nombre par surface | Nombre par surface | Titre(s) |
| Pays                   | Total | Dur                | Terre              | Gazon              | Titre(s) |
| Espagne                | 11    | 4                  | 6                  | 1                  | Chennai, Monte-Carlo, Barcelone, Estoril, Madrid, Roland-Garros, Queen's, Båstad, Winston-Salem, US Open, Pékin |
| États-Unis             | 9     | 7                  | 1                  | 1                  | Auckland, Memphis, Delray Beach, Acapulco, Houston, Newport, Atlanta, Cabo San Lucas, Paris                     |
| Suisse                 | 8     | 5                  | 1                  | 2                  | Australian Open, Indian Wells, Miami, Genève, Halle, Wimbledon, Shanghai, Bâle                                  |
| Allemagne              | 7     | 4                  | 3                  | 0                  | Montpellier, Munich, Rome, Kitzbühel, Washington, Montréal, Metz                                                |
| France                 | 7     | 4                  | 2                  | 1                  | Rotterdam, Marseille, Budapest, Lyon, Stuttgart, Anvers, Vienne                                                 |
| Bulgarie               | 4     | 4                  | 0                  | 0                  | Brisbane, Sofia, Cincinnati, Masters                                                                            |
| Argentine              | 2     | 1                  | 1                  | 0                  | Hambourg, Stockholm                                                                                             |
| Belgique               | 2     | 2                  | 0                  | 0                  | Shenzhen, Tokyo                                                                                                 |
| Bosnie-Herzégovine     | 2     | 2                  | 0                  | 0                  | Saint-Pétersbourg, Moscou                                                                                       |
| Croatie                | 2     | 0                  | 2                  | 0                  | Marrakech, Istanbul                                                                                             |
| Luxembourg             | 2     | 1                  | 0                  | 1                  | Sydney, Bois-le-Duc                                                                                             |
| Serbie                 | 2     | 1                  | 0                  | 1                  | Doha, Eastbourne                                                                                                |
| Autriche               | 1     | 0                  | 1                  | 0                  | Rio de Janeiro                                                                                                  |
| Italie                 | 1     | 0                  | 1                  | 0                  | Gstaad |
| Japon                  | 1     | 0                  | 0                  | 1                  | Antalya |
| Ouzbékistan            | 1     | 1                  | 0                  | 0                  | Chengdu |
| République dominicaine | 1     | 0                  | 1                  | 0                  | Quito |
| Royaume-Uni            | 1     | 1                  | 0                  | 0                  | Dubaï |
| Russie                 | 1     | 0                  | 1                  | 0                  | Umag |
| Ukraine                | 1     | 0                  | 1                  | 0                  | Buenos Aires |
| Uruguay                | 1     | 0                  | 1                  | 0                  | São Paulo |

### En double
| Joueur         | Période                  | Semaines | Cumul |
| -------------- | ------------------------ | -------- | ----- |
| Nicolas Mahut  | 1er janvier - 2 avril    | 13       | 13    |
| Henri Kontinen | 3 avril - 16 juillet     | 15       | 15    |
| Marcelo Melo   | 17 juillet - 20 août     | 5        | 5     |
| Henri Kontinen | 21 août - 5 novembre     | 11       | 26    |
| Marcelo Melo   | 6 novembre - 31 décembre | 8        | 13    |

| Joueur                | Nombre | Titres                                                |
| --------------------- | ------ | ----------------------------------------------------- |
| Łukasz Kubot          | 6      | Miami, Madrid, Bois-le-Duc, Halle, Wimbledon, Paris   |
| Marcelo Melo          | 6      | Miami, Madrid, Bois-le-Duc, Halle, Wimbledon, Paris   |
| Henri Kontinen        | 5      | Australian Open, Washington, Pékin, Shanghai, Masters |
| John Peers            | 5      | Australian Open, Washington, Pékin, Shanghai, Masters |
| Aisam-Ul-Haq Qureshi  | 5      | Auckland, Barcelone, Antalya, Newport, Chengdu        |
| Pablo Cuevas          | 4      | Rio de Janeiro, Monte-Carlo, Kitzbühel, Vienne        |
| Nicolas Mahut         | 4      | Marseille, Rome, Montréal, Cincinnati                 |
| Rajeev Ram            | 4      | Delray Beach, Indian Wells, Newport, Shenzhen         |
| Jean-Julien Rojer     | 4      | Dubaï, Genève, Winston-Salem, US Open                 |
| Horia Tecău           | 4      | Dubaï, Genève, Winston-Salem, US Open                 |
| Rohan Bopanna         | 3      | Chennai, Monte-Carlo, Vienne                          |
| Juan Sebastián Cabal  | 3      | Buenos Aires, Munich, Cabo San Lucas                  |
| Ivan Dodig            | 3      | Rotterdam, Hambourg, Bâle                             |
| Pierre-Hugues Herbert | 3      | Rome, Montréal, Cincinnati                            |
| Jamie Murray          | 3      | Acapulco, Stuttgart, Queen's                          |
| Philipp Oswald        | 3      | Quito, Gstaad, Moscou                                 |
| Mate Pavić            | 3      | Marrakech, Hambourg, Stockholm                        |
| Bruno Soares          | 3      | Acapulco, Stuttgart, Queen's                          |
| Brian Baker           | 2      | Memphis, Budapest                                     |
| Julien Benneteau      | 2      | Marseille, Metz                                       |
| Bob Bryan             | 2      | Eastbourne, Atlanta                                   |
| Mike Bryan            | 2      | Eastbourne, Atlanta                                   |
| Guillermo Durán       | 2      | Umag, Kitzbühel                                       |
| Robert Farah          | 2      | Buenos Aires, Munich                                  |
| Marcel Granollers     | 2      | Rotterdam, Bâle                                       |
| Ryan Harrison         | 2      | Estoril, Roland-Garros                                |
| Roman Jebavý          | 2      | Istanbul, Saint-Pétersbourg                           |
| Raven Klaasen         | 2      | Delray Beach, Indian Wells                            |
| Oliver Marach         | 2      | Gstaad, Stockholm                                     |
| Nikola Mektić         | 2      | Memphis, Budapest                                     |
| Matwé Middelkoop      | 2      | Sydney, Saint-Pétersbourg                             |
| Andrés Molteni        | 2      | Lyon, Umag                                            |
| Michael Venus         | 2      | Estoril, Roland-Garros                                |

| Joueur                | Début de carrière | Premier titre |
| --------------------- | ----------------- | ------------- |
| Brian Baker           | 2002              | Memphis       |
| Rogério Dutra Silva   | 2003              | São Paulo     |
| Roman Jebavý          | 2004              | Istanbul      |
| Thanasi Kokkinakis    | 2011              | Brisbane      |
| Ben McLachlan         | 2012              | Tokyo         |
| Nikola Mektić         | 2006              | Memphis       |
| Jeevan Nedunchezhiyan | 2004              | Chennai       |
| Jordan Thompson       | 2013              | Brisbane      |
| Yasutaka Uchiyama     | 2009              | Tokyo         |
| Alexander Zverev      | 2012              | Montpellier   |

| Pays             | Nombre | Titres |
| ---------------- | ------ | --- |
| États-Unis       | 12     | Quito, Memphis, Delray Beach, Indian Wells, Budapest, Estoril, Roland-Garros, Eastbourne, Newport, Atlanta, Shenzhen, Anvers |
| Brésil           | 10     | Acapulco, São Paulo, Miami, Madrid, Bois-le-Duc, Stuttgart, Halle, Queen's, Wimbledon, Paris                                 |
| Croatie          | 7      | Rotterdam, Memphis, Marrakech, Budapest, Hambourg, Stockholm, Bâle                                                           |
| Pologne          | 7      | Auckland, Miami, Madrid, Bois-le-Duc, Halle, Wimbledon, Paris                                                                |
| Autriche         | 6      | Quito, Båstad, Gstaad, Shenzhen, Moscou, Stockholm                                                                           |
| Australie        | 6      | Brisbane, Australian Open, Washington, Pékin, Shanghai, Masters                                                              |
| France           | 6      | Doha, Marseille, Rome, Montréal, Cincinnati, Metz                                                                            |
| Pays-Bas         | 6      | Sydney, Dubaï, Genève, Winston-Salem, US Open, Saint-Pétersbourg                                                             |
| Finlande         | 5      | Australian Open, Washington, Pékin, Shanghai, Masters                                                                        |
| Pakistan         | 5      | Auckland, Barcelone, Antalya, Newport, Chengdu                                                                               |
| Roumanie         | 5      | Dubaï, Barcelone, Genève, Winston-Salem, US Open                                                                             |
| Argentine        | 4      | Houston, Lyon, Umag, Kitzbühel                                                                                               |
| Inde             | 4      | Chennai, Monte-Carlo, Anvers, Vienne                                                                                         |
| Royaume-Uni      | 4      | Acapulco, Marrakech, Stuttgart, Queen's                                                                                      |
| Uruguay          | 4      | Rio de Janeiro, Monte-Carlo, Kitzbühel, Vienne                                                                               |
| Colombie         | 3      | Buenos Aires, Munich, Cabo San Lucas                                                                                         |
| Espagne          | 3      | Rotterdam, Rio de Janeiro, Bâle                                                                                              |
| Afrique du Sud   | 2      | Delray Beach, Indian Wells                                                                                                   |
| Allemagne        | 2      | Montpellier, Båstad |
| Nouvelle-Zélande | 2      | Estoril, Roland-Garros |
| Tchéquie         | 2      | Istanbul, Saint-Pétersbourg                                                                                                  |
| Biélorussie      | 1      | Moscou |
| Canada           | 1      | Lyon |
| Chili            | 1      | Houston |
| Israël           | 1      | Chengdu |
| Japon            | 1      | Tokyo |
| Philippines      | 1      | Cabo San Lucas |
| Serbie           | 1      | Sofia |
| Suède            | 1      | Antalya |

## Retraits du circuit
Date du dernier match entre parenthèses.
- Martín Alund (janvier 2017)
- Somdev Devvarman (janvier 2017)
- Colin Fleming (janvier 2017)
- Radek Štěpánek (janvier 2017)
- Alexandre Sidorenko (février 2017)
- Juan Mónaco (avril 2017)
- Albert Montañés (avril 2017)
- Benjamin Becker (juin 2017)
- Tommy Haas (juin 2017)
- Grega Žemlja (août 2017)
- Mariusz Fyrstenberg (septembre 2017)
- Marco Chiudinelli (novembre 2017)
- Paul-Henri Mathieu (novembre 2017)